# Portulaca elongata
Portulaca elongata är en portlakväxtart som beskrevs av Henry Hurd Rusby. Portulaca elongata ingår i släktet portlaker, och familjen portlakväxter. Utöver nominatformen finns också underarten P. e. pedicellata.